# Szezámmag

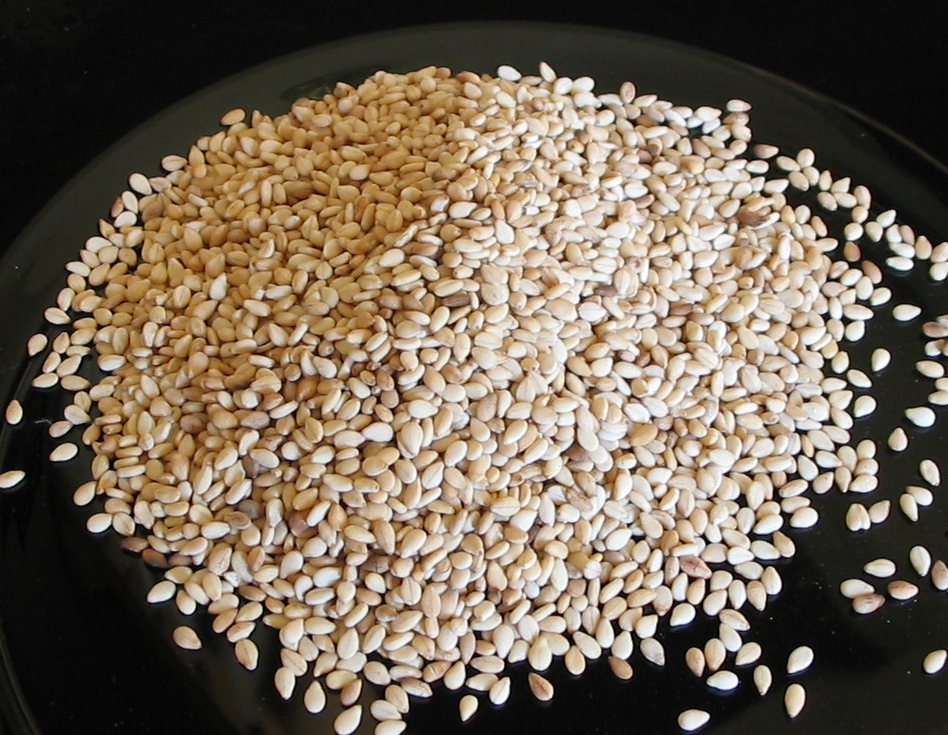

A szezámmag (Sesamum indicum, Syn:Sesamum orientale) egy Indiából származó, körülbelül egy méteres magasságú, lágyszárú trópusi növény magja. A növény virágai kétajkúak, rózsaszínűek. A szezám a termesztésbe elsőként bevont növények egyike.

## Történelmi vonatkozások
A hindu mitológia szerint a Jama isten által megáldott mag az örök élet szimbóluma. Indiából terjedt el, először Kínában és Japánban jelent meg, majd hamarosan meghonosodott az összes mediterrán országban. III. Ramszesz idején már Egyiptomban is ültették, amelyről hieroglifákon is megemlékeztek. A római hadseregben mézzel elkevert szezámmagot etettek a katonákkal erejük és férfiasságuk növelése érdekében. Hippokratész többször megemlékezik műveiben a szezámmag gyógyító erejéről.

## Beltartalmi jellemzői
Különös módon az európaiak a szezámmagot legtöbbször csak kenyerek vagy rágcsálnivalók tetejére hintve használják. Szinte sehol nem használják a magokat ételek ízesítésére vagy alapanyagként. Kínában ötezer éve használják a szezámmagból sajtolt olajat tintához és főzéshez. A szinte teljesen tejtermék-mentes kínai konyhában elengedhetetlen kalciumforrásként épült be használata. Súlyarányosan több kalciumot tartalmaz, mint a tehéntej (hétszer annyit), vetekszik a tehénsajtok kalciumtartalmával, az olajos magvak közül pedig egyenesen kiemelkedik. A kalcium mellett jelentős mennyiségben található benne magnézium, kálium, foszfor, vas, valamint A-, E-, B1- és B2-vitamin. Rendkívül sokrétű a felhasználhatósága: pirítva, őrleményként, krémként, sózva (szezámsó) hidegen sajtolt olaj formájában tehetjük péksüteményekre, salátákra, köretekbe.
A vizsgálatok szerint az olajok közül leginkább a szezámmag olaja gátolja a melanoma sejtek növekedését.
A szezámmag beltartalmi értékei (100 g): 20 g fehérje, 50 g zsír, 21 g szénhidrát, 4,5 mg nátrium, 458 mg kálium, 783 mg kalcium, 607 mg foszfor, 347 mg magnézium, 10 mg vas, 6 mg A-vitamin, 5,7 mg E-vitamin, 1,00 mg B1-vitamin, 0,25 mg B2-vitamin, 5,0 mg niacin. Energiatartalma: 2385 kJ (570 kcal). (Forrás: Institut für Ernährung-wissender Universität Giessen: Tápanyagtáblázat)

## Használata
A szezámmagot rendkívül sokféle módon tudjuk elkészíteni. Készülhet belőle pirított és sózott formájában szezámsó (gomasszió), kenyérbe és péksüteménybe süthetjük, salátára, köretre szórhatjuk. Fontos azonban, hogy a nehezen elrágható piciny magokat az emészthetőség megnövelése érdekében durvára daráljuk és így fogyasszuk el, mert ha a mag nincs feltárva, kevéssé hasznosul a szervezetünkben.
A szezámmag több formában kapható. Megvásárolhatjuk hántolatlan vagy hántolt formában (ez a gyakoribb), de vehetünk pirított vagy fekete magokat is. A legtöbb pék hántolatlan szezámmagot használ. Az előpirított szezámmagnak csodálatos illata van, de a csomag kibontása után hamar elveszti aromáját. Jobb, ha mindig csak a főzéshez szükséges mennyiséget pirítjuk meg. A fekete szezámmag kevésbé elterjedt, kissé erősebb aromájú és különösen finom olyan ételekben, ahol a magokat egészben fogyasztják. Mindegyik fajtát (hántolatlan, hántolt fehér és fekete) piríthatjuk olaj nélkül, serpenyőben, grillezve illetve forró olajba dobva. Mindegyik módszer más illatot eredményez. Salátához talán a serpenyőben szárazon pirított fekete szezámmag illik a leginkább.
Évszázadokon szezámból sajtolták a világ számos részén a legfontosabb főzőolajat. Marco Polo először Perzsiában találkozott a szezámolajjal, ahol olíva helyett használták, mivel az olajnövény azon a vidéken nem termett. Úgy fogalmazott egy írásában, hogy még életében nem ízlelt ilyen finom olajat. A szezámolaj többek között azért olyan jó, mert magas hőmérsékleten sem savasodik, és olyan intenzív az illata, hogy már egy kis mennyiség is rengeteg ételhez elegendő.
Cukorsziruppal keverve, halva formájában közvetlenül fogyasztható.

## A szezám növény

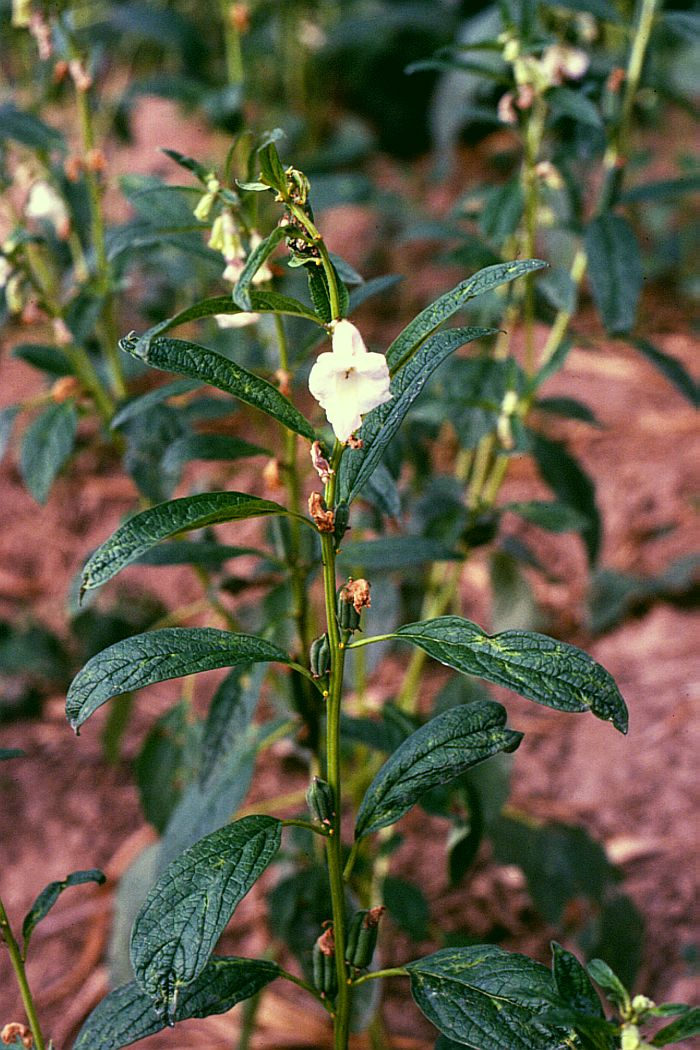
A kifejlett és virágzó növény

A növényt könnyű termeszteni, inkább a betakarítás okoz gondot. A termést ugyanis rendkívül óvatosan kell eltávolítani a növényről, mivel a legkisebb rázkódásra a földre hullanak a magok. Jelenleg olyan genetikailag módosított változatokat termesztenek, melyek kevésbé hullatják el a magokat. A szezámmag árára ez a változás egyelőre nem gyakorolt hatást.
Virágai általában sárgák, bár más, változatos színben is  megjelenhetnek a kéktől a liláig. Magassága 50-től 100 cm-ig terjed.